# Tilen Klemenčič
Tilen Klemenčič, slovenski nogometaš, * 21. avgust 1995, Kranj.
Klemenčič je profesionalni nogometaš, ki igra na položaju branilca. Od leta 2024 je član slovenskega kluba Primorje. Ped tem je igral za slovenske klube Triglav Kranj, Celje in Domžale. Skupno je v prvi slovenski ligi odigral 274 tekem in dosegel 12 golov. Bil je tudi član slovenske reprezentance do 16, 17, 18 in 19 let ter reprezentance B.